# Bradgate (Iowa)
Bradgate es una ciudad situada en el condado de Humboldt, Iowa, Estados Unidos. Tiene una población estimada, a mediados de 2021, de 75 habitantes.

## Geografía
Según la Oficina del Censo de los Estados Unidos, la localidad tiene un área total de 1.36 km², de los cuales 1.35 km² corresponden a tierra firme y 0.01 km² son agua.

## Demografía
De acuerdo con los datos del censo de 2020, en ese momento había 75 personas residiendo en la localidad. La densidad de población era de 55.56 hab./km². Había 38 viviendas, con una densidad de 28.15 viviendas/km². El 88.00% de los habitantes eran blancos, el 5.33% eran de otras razas y el 6.67% eran de una mezcla de razas. Del total de la población, el 6.67% eran hispanos o latinos de cualquier raza.